# ホンカサロ (小惑星)
ホンカサロ (1699 Honkasalo) は小惑星帯に位置する小惑星。
1941年、ユルィヨ・バイサラがフィンランドのトゥルクで発見した。

## 名称
ホンカサロはバイサラの弟子であったタウノ・ブルノ・ホンカサロ（Tauno Bruno Honkasalo, 1912年 - 1975年）をしのんで名付けられた。ホンカサロは、バイサラの干渉式比較測長機（Vaisala interference comparator）を用い、さまざまな国における測地上の基準線を引く仕事に従事した。
1980年4月の小惑星回報で、ほぼ連番となっている (1695) ヴァルベック、(1696) ヌルメラ、(1697) コスケンニエミ とともに命名が公表された（このうちヌルメラはバイサラの発見である）。いずれもトゥルクで発見された小惑星で、古都トゥルクゆかりの学者の名前に因んでいる。またこのほかバイサラが発見した小惑星に対して (1718) Namibia、(1723) クレモラ、(1740) Paavo Nurmi が命名されている。
なお、1980年4月の小惑星回報では名称を Honkaselo と誤って発表しており、同年7月の回報で訂正が行われている